# Dirachma somalensis
Dirachma somalensis är en tvåhjärtbladig växtart som beskrevs av D.A. Link. Dirachma somalensis ingår i släktet Dirachma och familjen Dirachmaceae. Inga underarter finns listade i Catalogue of Life.